# 天主教埃斯梅拉達斯宗座代牧區
天主教埃斯梅拉達斯宗座代牧區（拉丁語：Vicariatus Apostolicus Esmeraldensis）是厄瓜多爾一個羅馬天主教宗座代牧區。
1945年12月14日設宗座監牧區，1957年11月14日升為代牧區。
代牧區位於埃斯梅拉達斯省。2010年有教友493,000人（佔轄區總人口91.0%）、廿二個堂區、五十六名司鐸。現任宗座代牧為猶金·阿雷利亞諾·費南德斯。